# Joseph Bottoms
Joseph Bottoms (Santa Barbara, 22 aprile 1954) è un attore statunitense.
Ha vinto il Golden Globe nel 1975 come miglior promessa maschile dell'anno per il film Il ragazzo del mare. È principalmente noto per la sua apparizione nella miniserie televisiva Olocausto (1978) e nel film di fantascienza The Black Hole - Il buco nero (1979), prodotto dalla Walt Disney Productions.

## Biografia
Bottoms è il secondo figlio dello scultore James "Bud" Bottoms e di Betty Chapman. È il fratello degli attori Timothy Bottoms, Sam Bottoms e Ben Bottoms. Ha fatto il suo debutto sul grande schermo nel film televisivo della ABC Trouble Comes To Town. Un anno dopo ha interpretato il ruolo di Robin Lee Graham nel film Il ragazzo del mare (1974), la storia di un marinaio adolescente che viaggia per il mondo. Per questo ruolo, Bottoms ha vinto il Golden Globe come miglior promessa maschile dell'anno.
Nella mini-serie Olocausto (1978) ha interpretato il ruolo di Rudi Weiss, un ebreo tedesco che sfugge alla prigionia. La serie è stata ben accolta, vincendo il premio Primetime Emmy. Un anno dopo ha recitato in The Black Hole - Il buco nero (1979), un film di fantascienza che ha incassato più di 35 milioni di dollari al box office USA. Nel 1981 ha debuttato a Broadway in Fifth of July.
Nel 1984 ha recitato al fianco di Kirstie Alley nel B-movie televisivo Blind Date. Tra il 1985 e il 1987 è nel casto della soap opera Santa Barbara, trasmessa anche in Italia il 3 aprile 1989. Nel 1990 ha partecipato ad alcune puntate come ospite nella serie televisiva canadese Street Legal, mentre nel 1991 ha impersonato Cal Winters (secondo attore ad impersonare il personaggio) nella soap opera Il tempo della nostra vita.
La sua ultima apparizione sullo schermo risale al 1999 nella serie TV V.I.P.. Da allora ha aperto e dirige una galleria d'arte a Santa Barbara, la Bottoms Art Gallery, che ospita anche sculture di suo padre.

## Filmografia parziale

### Cinema
- Il ragazzo del mare (The Dove), regia di Charles Jarrott (1974)
- Un asso nella mia manica (Ace Up My Sleeve), regia di Ivan Passer (1976)
- The Black Hole - Il buco nero (The Black Hole), regia di Gary Nelson (1979)
- Cloud Dancer, regia di Barry Brown (1980)
- Bolidi nella notte (King of the Mountain), regia di Noel Nosseck (1981)
- Born to Race, regia di James Fargo (1988)
- Patto a tre (Inner Sanctum), regia di Fred Olen Ray (1991)

### Televisione
- Difesa a oltranza (Owen Marshall, Counselor at Law) - serie TV, 1 episodio (1972)
- Trouble Comes to Town, regia di Daniel Petrie (1973) - film TV
- In casa Lawrence (Family) - serie TV, 1 episodio (1978)
- Olocausto (Holocaust) - miniserie TV, 4 episodi (1978)
- Disneyland - serie TV, 1 episodio (1979)
- La signora in giallo (Murder, She Wrote) - serie TV, episodio 1x20 (1985)
- Santa Barbara - soap opera, 139 episodi (1985-1990)
- CBS Summer Playhouse - serie TV, 1 episodio (1987)
- Il giustiziere della strada (The Highwayman) - serie TV, 1 episodio (1988)
- CBS Schoolbreak Special - serie TV, 1 episodio (1990)
- Street Legal - serie TV, 5 episodi (1990-1991)
- La strada per Avonlea (Road to Anvolea) - serie TV, 1 episodio (1991)
- Il tempo della nostra vita (Days of Our Lives) - soap opera, 21 episodi (1991)
- I ragazzi della prateria (The Young Riders) - serie TV, 1 episodio (1992)
- Walker Texas Ranger - serie TV, 2 episodi (1997)
- The Net - serie TV, 22 episodi (1998-1999)
- Profiler - Intuizioni mortali (Profiler) - serie TV, 1 episodio (1999)
- V.I.P. - serie TV, 1 episodio (1999)